# Suggestioni
Suggestioni è l'album di debutto della band hard rock Essenza.

## Tracce
1. Incognito
2. L'Alieno è su di Noi
3. Inaccettabile
4. Essenza
5. Clandestino
6. Suggestione
7. Trucco
8. Vaghe Promesse
9. Vedo Solo Te

## Formazione
Carlo Rizzello - voce e chitarra
Alessandro Rizzello - basso
Luca Rizzello - batteria